# Frank Hillebrandt
Frank Hillebrandt (* 26. April 1966 in Ibbenbüren) ist ein deutscher Soziologe.

## Leben
Von 1987 bis 1994 studierte er Erziehungswissenschaften mit dem Studienziel Diplom an der Universität Münster und von 1992 bis 1998 Soziologie (Hauptfach), Pädagogik, Philosophie und Politik im Rahmen eines Promotionsstudiengangs in Münster. Am 16. Februar 1994 erhielt er das Diplom in Pädagogik im fachlichen Schwerpunkt Sozialpädagogik. Von 1994 bis 1998 war Doktorand am Institut für Soziologie der WWU Münster. Von 1995 bis 1998 hatte er ein Promotionsstipendium von der Friedrich-Ebert-Stiftung. Nach der Promotion am 20. Oktober 1998 zum Dr. phil. im Fach Soziologie an der WWU Münster wurde am 5. Februar 2009 die Habilitation an der Universität Hamburg vollzogen. Nach der Ernennung zum Privatdozenten am 21. April 2009 durch die Fakultät Wirtschafts- und Sozialwissenschaften der Universität Hamburg, erteilte Lehrbefugnis „Soziologie“ lehrt er seit 2012 als Professor für Allgemeine Soziologie und Soziologische Theorie an der FernUniversität in Hagen.

## Schriften (Auswahl)
- Soziale Hilfe – ein Teilsystem der Gesellschaft? Wissenssoziologische und systemtheoretische Überlegungen. Wiesbaden 1999, ISBN 3-531-13288-1.
- Exklusionsindividualität. Moderne Gesellschaftsstruktur und die soziale Konstruktion des Menschen. Opladen 1999, ISBN 3-8100-2466-X.
- Praktiken des Tauschens. Zur Soziologie symbolischer Formen der Reziprozität. Wiesbaden 2009, ISBN 978-3-531-16040-5.
- Soziologische Praxistheorien. Eine Einführung. Wiesbaden 2014, ISBN 978-3-531-14999-8.